# Michele Arslan
Michele Arslan (Padova, 23 gennaio 1904 – Padova, 1988) è stato un medico italiano.

## Biografia
Nacque con il nome Khayel Andon Aram Mariam Arslanian il 23 gennaio 1904 a Padova da padre armeno, Yerwant Arslanian e madre italiana, Antonietta de' Besi. 
Suo padre, Yerwant Arslanian, era nato il 23 maggio 1865 a Kharpert (oggi cittadina turca nota con il nome di Harput) da Hamparzum Arslanian e da Iskuhi Kardiashian. La madre, appartenente ad una nobile famiglia, all'epoca ha solo sedici anni e morirà solamente tre anni dopo dando alla luce il secondo figlio Sempad. Hamparzum, risposatosi con Nevart Alexanian, ha avuto altri quattro figli; due maschi Rupen e Zareh e due femmine Veron ed Azniv. Nel 1878 il tredicenne Yerwant, non andando d'accordo con la matrigna, riesce a convincere il padre a mandarlo a studiare al Moorat-Raphael, un collegio per ragazzi armeni a Venezia. Il giovane si stabilirà poi a Padova.
Sua madre, Antonietta de' Besi, era nata il 30 agosto 1867 a Padova, prima di otto figli, in una nobile famiglia di ascendenze bergamasche da Alessio de' Besi e Teresa Zaborra.
Suo zio Sempad morì durante il genocidio armeno insieme a due dei suoi sei figli, Garo e Leslie. Nel genocidio perirono anche Veron ed Azniv, sorellastre di Yerwant e Sempad. La moglie di Sempad, Shushanig, morì nel viaggio verso l'Italia Le due figlie Arussiag ed Henriette ed il figlio Nubar (salvatosi perché vestito con abiti femminili) raggiunsero la famiglia del Yerwant residente in Italia ormai da quasi quarant'anni. Un'altra figlia, Nevart, invece raggiunse Fresno in California. Pure i due fratellastri si spostarono; Rupen andò a vivere a Boston e Zareh ad Aleppo. Henriette rimase a Padova con la famiglia di Yerwant. Nubar si spostò a Genova dove fu anch'esso medico nello stesso ambito dello zio ed Arussiag visse in seguito a Beirut.
Il padre Yerwant cambiò il cognome familiare da Arslanian ad Arslan nel 1923.
Si laureò in medicina all'Università degli Studi di Padova nel 1927.
Fu inizialmente allievo del fisiologo Virgilio Ducceschi e dell'anatomico Tullio Terni, nei cui istituti effettuò importanti studi di istologia e fisiologia del sistema vestibolare.
Dedicatosi alla clinica fu allievo del padre, un noto otoiatra. 
La sua formazione scientifica fu completata con il perfezionamento in importanti centri universitari esteri di otorinolaringoiatria (Strasburgo; Francoforte sul Meno; Berlino).
Nel 1935, giovanissimo,  divenne professore incaricato di Clinica Otorinolaringoiatrica nell'Università di Padova, e primario della medesima clinica. Nel 1957 divenne Professore della disciplina "Otorinolaringoiatria". Mantenne docenza e primariato fino al pensionamento.
Fu autore di circa 300 pubblicazioni scientifiche, dando contributi originali e fondamentali di embriologia, istologia, fisiologia, patologia dell'apparato vestibolare e sul ruolo delle collagenopatie nelle malattie di interesse otoiatrico.
Ideò una metodica chirurgica di trattamento della sindrome di Menière nota in tutto il mondo (Arslan's ultrasonic operation).
È stato socio di numerose e importanti accademie scientifiche italiane e straniere e ricevette la laurea honoris causa all'Università di Strasburgo e all'Università di Uppsala.
È stato presidente della Società Italiana di audiologia e foniatria e della Società Italiana di otorinolaringoiatria. 
Sposò Vittoria Marchiori ed ebbe cinque figli: la scrittrice Antonia Arslan, Paola, Gianni, il luminare dei disturbi dell'orecchio Edoardo e Carlo. Lo storico dell'arte Yetwart "Wart" Arslan era suo fratello.

## Opere principali
- Otorinolaringoiatria (Cedam, 1945; 1970).
- Fisiopatologia e clinica delle vie vestibolari centrali (1956).
- La nocività delle accelerazioni labirintiche di Coriolis negli astronauti (1975).
- L'apparato vestibolare funziona come una piattaforma inerziale con sistemi giroscopici (1978).